# Data mart
Data mart (repositório de dados) é sub-conjunto de dados de um Data warehouse (ou DW, armazém de dados). Geralmente são dados referentes a um assunto em especial (ex: Vendas, Estoque, Controladoria) ou diferentes níveis de sumarização (ex: Vendas Anual, Vendas Mensal, Vendas 5 anos), que focalizam uma ou mais áreas específicas. Seus dados são obtidos do DW, desnormalizados e indexados para suportar intensa pesquisa. Data marts extraem e ajustam porções de DWs aos requisitos específicos de grupos/departamentos.
As questões de planejamento, projeto e implementação são as mesmas encontradas em qualquer fase da implementação de um DW, pois uma parte dos especialistas argumenta que o DW é uma evolução natural de um Data mart que começou localizado e cresceu para atender um escopo maior. Essa visão tem defesa menos técnica e mais intuitiva do que sua contra-parte: o Data mart é criado a posteriori do DW, pois ele seria montado com dados extraídos do DW para atender especificamente a um setor da organização.
Numa visão comparativa dos dados, onde consideram-se os requisitos escopo, integração, tempo, agregação, análise e dados voláteis, percebe-se que a diferença está no escopo, pois enquanto o DW é feito para atender a uma empresa como um todo, o data mart é criado para atender a um sub-conjunto da empresa. Repare que atender a um sub-conjunto da empresa pode significar reunir dados de outros setores, já que, na prática, raramente um único setor possui ou gera toda a informação de que precisa. Vem dessa observação a defesa da tese de que o Data mart é construído após o DW.
Não se pode dizer que um Data warehouse seja um conjunto de Data marts. Seria o mesmo que dizer que o armazém geral de um supermercado (onde todos os itens vão antes de seguir para as lojas) é o agrupamento de supermercados.[carece de fontes?]